# Cài đặt tham khảo
Trong tin học, một cài đặt tham khảo hay cài đặt mẫu (tiếng Anh: reference implementation hay sample implementation) là một phần mềm ví dụ của một chuẩn với mục đích giúp đỡ những người khác cài đặt các phiên bản của riêng mình theo chuẩn đó. Với một ví dụ hoạt động được, một tiêu chuẩn sẽ trở nên dễ hiểu hơn. Mục đích của cài đặt tiêu chuẩn thường là để cộng đồng phát triển phần mềm biết rõ hơn và quen thuộc với đặc tả hơn.
Các đặc điểm của một cài đặt tham khảo :
- Được phát triển song song với đặc tả và bộ test
- Kiểm định xem đặc tả có cài đặt được hay không
- Dùng để test bộ test
- Được dùng như là Tiêu chuẩn Vàng để đánh giá các cài đặt khác
- Giúp làm rõ nội dung của đặc tả nơi các test tiêu chí (conformance test) không đầy đủ

Cài đặt tham khảo có thể là sản phẩm có chất lượng tốt hoặc tồi. Cài đặt tham khảo Fraunhofer cho MP3 được xem là có chất lượng mã hóa tồi hơn nhiều cài đặt khác, chẳng hạn LAME. Tuy nhiên, cài đặt tham khảo hệ thống X Window của X.org không chỉ ở mức sẵn sàng sử dụng mà nguyên trạng của nó còn ngày càng phổ biến trên các hệ điều hành tựa Unix mã nguồn mở.

## Chú giải
1. ↑  Conformance Testing: An Industry Perspective, Patrick Curran, Manager, Java Conformance Testing Sun Microsystems, 10 tháng 12 năm 2003